# Liste des maires d'Irkoutsk
Pour un article plus général, voir Irkoutsk.
La ville sibérienne d'Irkoutsk se dote d'institutions municipales en 1787, par décret du Sénat dirigeant, mais ce n'est qu'en 1920 qu'un chef exécutif est institué, avec l'arrivée du pouvoir soviétique. 40 chefs, ou depuis 1994 maires, se sont succédé au cours de l'histoire irkoutienne.

## Naissance d'une municipalité
Jusqu'en 1787, la ville d'Irkoutsk était sous la direction directe du gouvernement de Sibérie, et de son gouverneur, qui avait comme capitale Tobolsk. En 1787, le Sénat dirigeant décida de doter la ville d'une douma municipale pour les commerçants et mechtchanstvo (ru), c'est-à-dire les habitants nobles de la ville. La Douma fut dissoute le 2 mai 1918, pendant la guerre civile russe, restaurée en août de la même année par les Armées blanches, et finalement dissoute le 20 février 1920.
Lorsque les soviétiques prennent le pouvoir à Irkoutsk, ils instaurent un Conseil municipal (selsoviet) des députés ouvriers et de l'Armée rouge d'Irkoutsk élu, qui lui élit le comité exécutif et son président.
Depuis 1994 et l'institution du poste de maire, il est élu tous les 5 ans, renouvelable. Jusqu'au 7 mars 2015, il était élu au suffrage universel, et depuis cette date il est élu par les députés d'au moins ²⁄₃ de la douma municipale.

## Liste des maires

### Période soviétique

#### Présidents du Comité exécutif

##### Présidents du Comité exécutif du Soviet des députés ouvriers et de l'Armée rouge (1920-1936)
1. Dmitri Tchoudinov (ru) (janvier 1920) ;
2. Alexandre Chiriamov (ru) (janvier-février 1920) ;
3. Iakov Choumiatski (ru) (1920-1921) ;
4. Aaron Schneider (1921) ;
5. Pavel Chikhanov (ru) (1921-1923) ;
6. Ivan Tcherniadiev (1923-1924) ;
7. Ievgueni Lossevitch (1924-1925) ;
8. Alexandre Bessenevitch (ru) (1925-1926) ;
9. Alexandre Remeïko (ru) (1926-1927) ;
10. Grigory Khlebnikov (1927-1928) ;
11. Alexeï Karine (1928-1930) ;
12. Vassili Chombine (1930-1930) ;
13. Vladimir Georguiev (1930-1931) ;
14. Pavel Bajnov(1931-1932) ;
15. Kouzma Chelestov (1932-1933) ;
16. Alexandre Vlassenko (1933) ;
17. Nikolaï Kambaline (1933-1937) ;

1. Nikolaï Kambaline (1936-1937) ;
2. Vasily Tayursky (1937-1938) ;
3. Vasily Kamolikov (1938-1941) ;
4. Savely Kushnir (1941-1942) ;
5. Gueorgui Boulaïev (1942) ;
6. Alexandre Roudakov (1942-1951) ;
7. Sergueï Lomonossov (1951-1954) ;
8. Nikolaï Patrov (1954-1960) ;
9. Nikolaï Tomenko (1960-1962) ;
10. Nikolai Salatsky (1962-1977).

##### Présidents du Comité exécutif du Conseil des députés des travailleurs (1936-1977)
1. Nikolaï Kambaline (1936-1937) ;
2. Vassili Taïourski (1937-1938) ;
3. Vassili Kamolikov (1938-1941) ;
4. Saveli Kouchnir (1941-1942) ;
5. Gueorgui Boulaïev (1942) ;
6. Alexandre Roudakov (ru) (1942-1951) ;
7. Sergueï Lomonossov (ru) (1951-1954) ;
8. Nikolaï Patrov (ru) (1954-1960) ;
9. Nikolaï Tomenko (1960-1962) ;
10. Nikolaï Salatski (ru) (1962-1977).

##### Présidents du Comité exécutif du Conseil des députés du peuple (1977-1991)
1. Nikolaï Salatski (ru) (1977-1980) ;
2. Pavel Gromovitch (ru) (1980-1982) ;
3. Iouri Chkouropat (1982-1990) ;
4. Boris Govorine (ru) (1990-1991).

##### Présidents du conseil municipal des députés du peuple (1990-1993)
1. Igor Chevtchouk (1990-1991).

#### Les premiers secrétaires du comité municipal du PCUS
En parallèle aux différents titres de présidents s'étant succédé, le parti communiste de l'Union soviétique avec son propre premier secrétaire pour ses besoins dans la ville.
1. I. F. Garkouch (mars-octobre 1932) ;
2. Alexeï Snegov (ru) (octobre 1932-septembre 1933) ;
3. Ivan Kozlov (septembre-octobre 1932) ;
4. Cheïnine (octobre-novembre 1933) ;
5. Ian Straroumit (novembre 1933-novembre 1934) ;
6. Abram Kazarnovski (novembre 1934-juin 1937) ;
7. Alexandre Chtcherbakov (1937-1938) ;
8. Arkady Filippov (ru) (1938-1939) ;
9. Kirill Katchaline (ru) (1939-1944) ;
10. Alexandre Iefimov (ru) (1944-1949) ;
11. Alexeï Khvorostoukhine (ru) (1949-1955) ;
12. Sergueï Merkouriev (1950-1956) ;
13. Mikhaïl Gaïtchman (ru) (1956-1960) ;
14. Alexeï Chechoukov (1960-1963) ;
15. Leonid Chiriaïevski (1963-1966) ;
16. Vassili Koubassov (1966-1970) ;
17. Leonid Chafirov (ru) (1970-1979) ;
18. Valery Ignatov (ru) (1974-1984) ;
19. Viktor Demchtchik (ru) (1984-1986) ;
20. Victor Kovcharov (1988-1990).

### Maires d'Irkoutsk depuis la dislocation de l'URSS

#### Chef de l'administration
Juste après la dislocation de l'URSS, prononcée par Mikhaïl Gorbatchev le 26 décembre 1991, la RSFS de Russie avec son président Boris Eltsine devint indépendante sous le nom de fédération de Russie. Le 13 janvier 1992, il nomma les chefs des principales villes de Russie, en plaçant soit ses alliés ou en prenant les dirigeants des villes qui étaient alors en place.
| Période         | Période      | Identité            | Étiquette | Qualité                                                  |
| --------------- | ------------ | ------------------- | --------- | -------------------------------------------------------- |
| 13 janvier 1992 | 21 août 1997 | Boris Govorine (ru) | SE        | Mécanicien automobile, soldat, puis Conseiller municipal |

#### Maire d'Irkoutsk depuis 1994

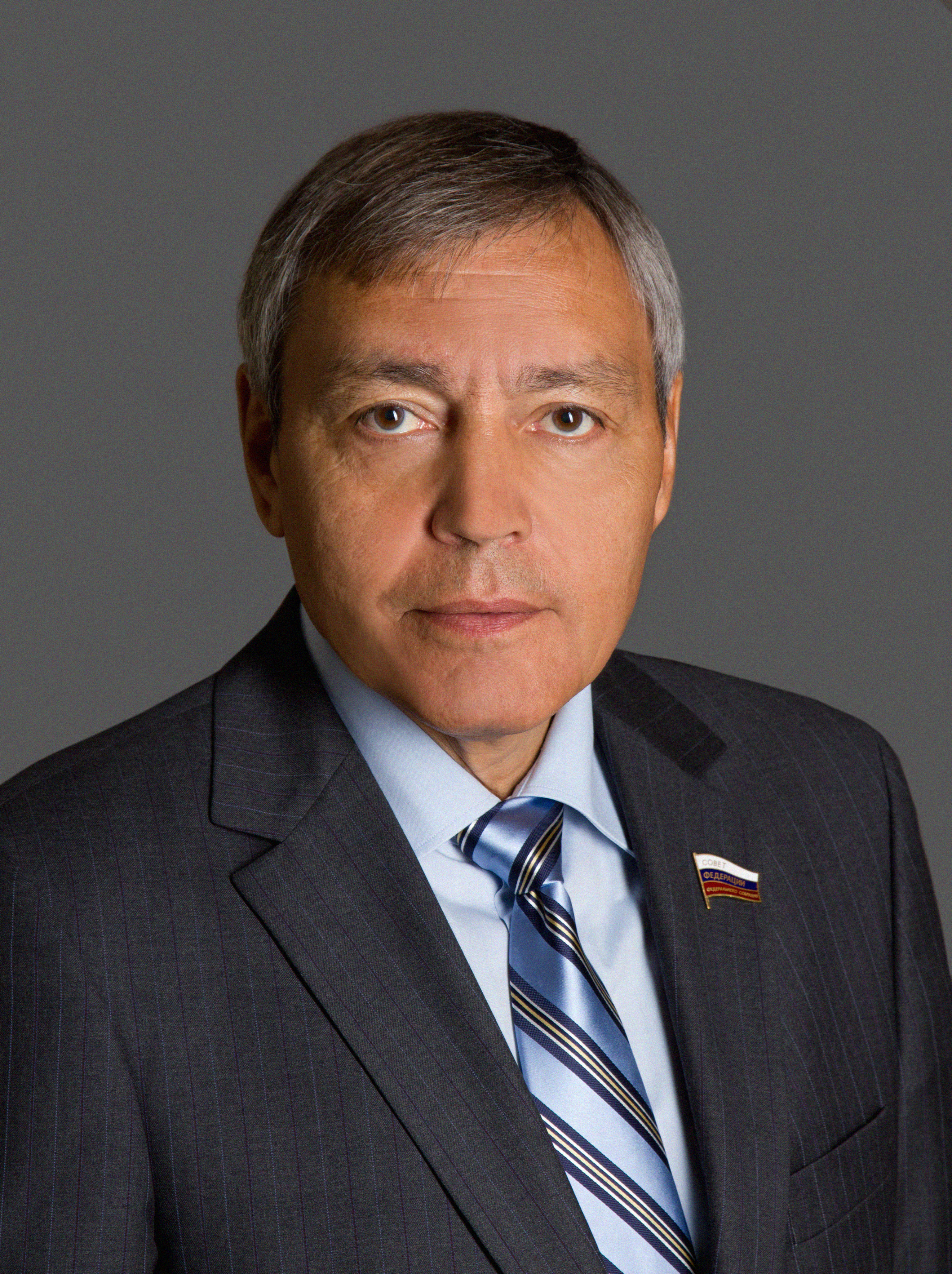
Vladimir Iakoubovski.
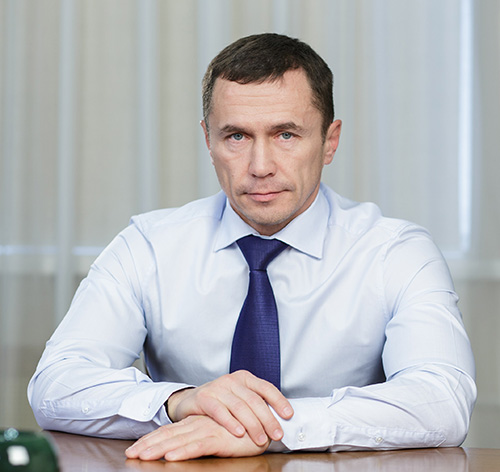
Dmitri Berdnikov.
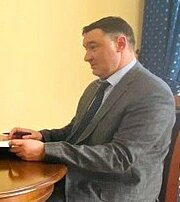
Rouslan Bolotov.

| Période         | Période                       | Identité                               | Étiquette    | Qualité                                                    |
| --------------- | ----------------------------- | -------------------------------------- | ------------ | ---------------------------------------------------------- |
| 27 mars 1994    | 21 août 1997                  | Boris Govorine (ru)                    | SE           | Mécanicien automobile, soldat, puis Conseiller municipal   |
| 3 novembre 1997 | 30 octobre 2009               | Vladimir Viktorovitch Iakoubovski (ru) | Russie unie  | Ingénieur puis député de l'oblast                          |
| 30 octobre 2009 | 26 mars 2010                  | Andreï Nikolaïevitch Labyguine (ru)    | Russie unie  | Par intérim. Juriste puis président de la douma d'Irkoutsk |
| 26 mars 2010    | 26 mars 2015                  | Viktor Krondrachov (ru)                | Russie unie, | Cheminot puis député de l'oblast                           |
| 26 mars 2015    | 17 mars 2020                  | Dmitri Berdnikov (ru)                  | Russie unie  | Footballeur, joueur de hockey sur glace                    |
| 17 mars 2020    | En cours (au 14 juillet 2023) | Rouslan Bolotov (ru)                   | Russie unie  | Militaire, chef de Chelekhov                               |